# Simon August (Lippe)

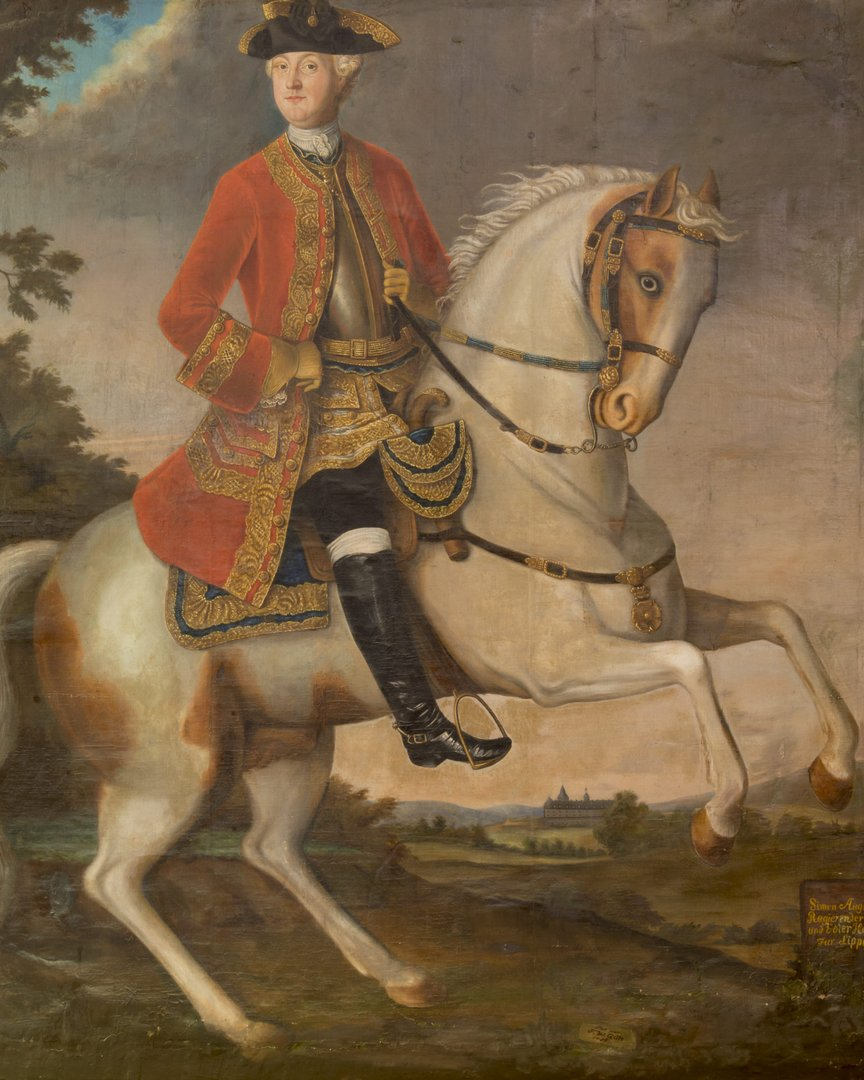
Simon August von Lippe zu Pferde

Simon August Graf von Lippe (* 12. Juni 1727 in Detmold; † 1. Mai 1782 ebenda) regierte von 1734 bis 1782 die Grafschaft Lippe.

## Leben
Simon August war das sechste von elf Kindern seiner Eltern Simon Henrich Adolf und Johanna Wilhelmine, Tochter des Fürsten Georg August von Nassau-Idstein. Bis 1747 regierte der 1727 geborene Simon August unter Vormundschaft seiner Mutter.

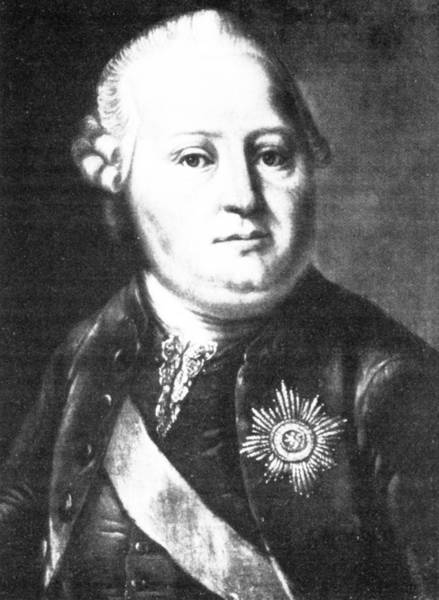
Simon August

Bei seiner Amtsübernahme musste etwa ein Drittel des Steueraufkommens für Zinsen und Tilgung von Krediten aufgewendet werden. Diese Umstände und unter dem Einfluss der Aufklärung erließ Simon August eine neue Haushalts-, Sozial- und Rechtsordnung und führte 1749 in Lippe zusammen mit Dietrich Johann von Hillensberg einen Haushaltsplan ein, um nicht mehr auszugeben, als Einnahmen zur Verfügung standen. Die Sparkasse Detmold und die Landesbrandversicherung AG führen ihre Tradition auf erste Gründungen von Simon August zurück. Er erwarb die Saline Salzuflen und baute Meinberg zum Heilbad aus. 1775 schuf er eine Unterstützungskasse für bedürftige Untertanen. Nach einer Volkszählung von 1776 umfasste sein Land 49.416 Einwohner.

### Titel
„Simon August, Regierender Graf und Edler Herr zur Lippe, Souverain von Vianen und Ameiden, Erb-Burg-Graf zu Utrecht“ (1768).

## Familie

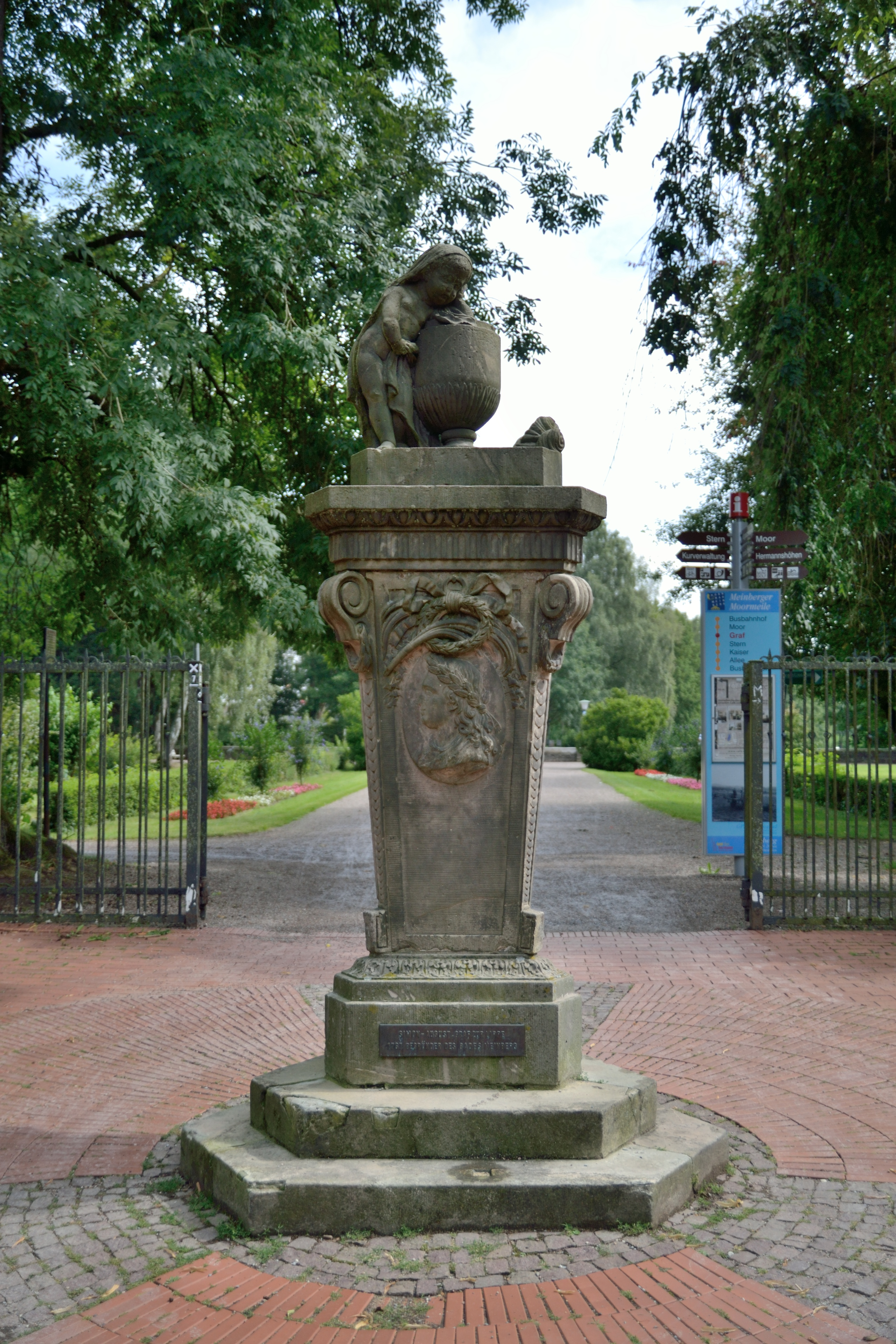
Simon August Denkmal, heutiger Standort Horn-Bad Meinberg

Simon August führte vier Ehen. 1750 heiratete er Polyxena Louise Prinzessin von Nassau-Weilburg (* 27. Januar 1733; † 27. September 1764 an den Blattern), Tochter des Fürsten Karl August zu Nassau-Weilburg. Mit ihr hatte er ein Kind, Wilhelmine Caroline (* 6. Juli 1751; † 4. April 1753).
Im Jahre 1765 heiratete Simon August Maria Leopoldine von Anhalt-Dessau (* 18. November 1746; † 15. April 1769, ebenfalls an den Blattern). Ihr gemeinsamer Sohn war Leopold (* 2. Dezember 1767; † 4. April 1802).

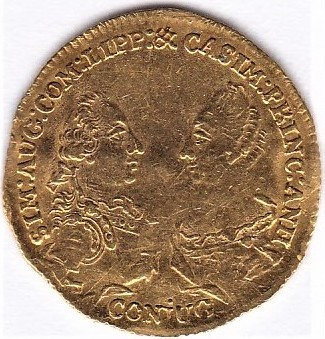
Dukat, geprägt 1769 anlässlich der Hochzeit von Graf Simon August und Kasimire, Prinzessin von Anhalt

Danach heiratete er 1769 seine Schwägerin Kasimire von Anhalt-Dessau (* 19. Januar 1749; † 8. November 1778), Schwester der verstorbenen vorhergehenden zweiten Ehefrau. Ihr Sohn war August (* 9. Oktober 1777; † 27. Mai 1809).
Seine vierte Frau wurde 1780 Christine Prinzessin von Solms-Braunfels (* 30. August 1744; † 16. Dezember 1823), Tochter des Fürsten Friedrich Wilhelm zu Solms-Braunfels.
Nach Simon Augusts schwerem Leiden an der Wassersucht und seinem Tod 1782 übernahm sein Sohn Leopold I. am 5. November 1789 die Regierung.

## Ehrungen
- Ritter des hessen-casselischen Hausordens vom Goldenen Löwen[2], 14. August 1770
- Sein Sohn Leopold ließ 1789 vom Bildhauer Schlupf ein Denkmal zu Ehren seines Vaters im damaligen Lustgarten, heute die Parkallee vor dem Kurpark Bad Meinberg, errichten. Es trägt die Inschrift „Simon August, Vater des Vaterlandes, geb. 12. August 1727, gestorben 1. Mai 1782. Zum Andenken des besten, liebevollsten Vaters von Leopold, seinem ewig dankbaren Sohn.“

## Münzwesen
In die Regierungszeit Simon Augusts fiel 1753 die Einführung des Konventionsfußes. Danach hatte Lippe als Währung den Konventionstaler: 1 Taler = 36 Mariengroschen = 288 Pfennig = 576 Heller. Den Batzen und den Kreuzer gab es im Gegensatz zu anderen Gebieten als Währung in Lippe nicht.
Siehe auch → Lippische Münzgeschichte